# Дојкиначко врело
42° 59′ 33″ С; 22° 37′ 35″ И / 42.9925° С; 22.6265° И
Дојкиначко врело је једно од многобројних крашких извора разбијеног типа у кршу Источне Србије. Аминистративно припада Општини Пирот и Пиротском управном округу.

## Географске одлике
Дојкиначко врело је крашко врело разбијеног типа, чије воде у извору са крашке заравни Глоговице на којој се налазе увале Понор и Вртибог. 
Издашност врела је тешко измерити јер се ради о разбијеном типу врела. Процењује са да је у просеку годишње, издашност врела 300-400 l/s . (Петровић Ј. и остали, 2000). За разлику од Јеловичког, Дојкиначко врело се ретко замућује.